# Димитрий Гревенски
Димитрий (на гръцки: Δημήτριος) е православен духовник, митрополит на Охридската архиепископия от втората половина на XVI век.

## Биография
Според „Еко д'Ориан“ Димитрий е споменат като гревенски митрополит в едно „писмо на Софроний до константинополския патриарх“ след 1566 година.